# Elimination Chamber (2021)
Elimination Chamber (2021) (também conhecido como No Escape na Alemanha) foi um evento de wrestling profissional transmitido em formato pay-per-view e pelo WWE Network produzido pela WWE e contou com lutadores das marcas Raw e SmackDown. O evento aconteceu em 21 de fevereiro de 2021 e foi transmitido no WWE ThunderDome, hospedado no Tropicana Field em St. Petersburg, Flórida. Foi o 11º evento da cronologia Elimination Chamber e também foi o último evento a ser transmitido na versão americana do WWE Network antes de sua fusão com a Peacock.
Sete lutas foram disputadas no evento, incluindo uma no pré-show. No evento principal, The Miz usou seu contrato do Money in the Bank e derrotou Drew McIntyre para vencer o WWE Championship depois que McIntyre conseguiu reter o título em uma luta Elimination Chamber. Na luta de abertura, Daniel Bryan venceu a luta Elimination Chamber do SmackDown para ganhar uma luta pelo Universal Championship contra Roman Reigns, que manteve o título contra Bryan. Em outra luta importante, Riddle derrotou John Morrison e o então campeão Bobby Lashley para vencer o United States Championship.

## Produção
Elimination Chamber é um pay-per-view produzido pela WWE pela primeira vez em 2010. Tem sido produzido todos os anos, exceto em 2016, e geralmente é realizado em fevereiro. O conceito do show é que uma ou duas lutas do evento principal sejam disputadas dentro do Elimination Chamber, seja com títulos ou oportunidades futuras de títulos em jogo. O evento de 2021 foi o décimo primeiro na cronologia do Elimination Chamber e contou com lutadores das marcas Raw e SmackDown.
Em 25 de janeiro de 202, a WWE anunciou que o WWE Network seria distribuído exclusivamente pela Peacock nos Estados Unidos como parte de um novo acordo com a NBCUniversal, que transmite o Monday Night Raw e o NXT na USA Network. O WWE Network se tornará seu próprio canal premium sob o Peacock, enquanto os assinantes do Peacock Premium terão acesso sem custo adicional; outros países manterão o atual serviço separado do WWE Network distribuído pela própria promoção. Este novo acordo entrará em vigor em 18 de março, tornando o Elimination Chamber o último pay-per-view a ser transmitido na versão americana do WWE Network antes de se fundir com a Peacock.
Desde 2011, o evento é promovido como "No Escape" na Alemanha, pois teme-se que o nome "Elimination Chamber" possa lembrar as pessoas das câmaras de gás usadas durante o Holocausto.

### Impacto da pandemia de COVID-19
Como resultado da pandemia de COVID-19, a WWE teve que apresentar a maior parte de sua programação para Raw e SmackDown de um cenário a portas fechadas no WWE Performance Center em Orlando, Flórida, começando em meados de março de 2020, embora no final de maio, a promoção começou a usar lutadores do Performance Center para servir como público ao vivo, que foi expandido para amigos e familiares dos lutadores em meados de junho. Em 17 de agosto, a WWE anunciou que todos os shows futuros e pay-per-views seriam realizados no Amway Center de Orlando pelo "futuro previsível", começando com o episódio de 21 de agosto do SmackDown. Além disso, os programas agora apresentam uma nova experiência de visualização de fãs chamada " ThunderDome ", que utiliza drones, lasers, pyro, fumaça e projeções. Aproximadamente 1.000 placas de LED foram instaladas para permitir que os fãs participem virtualmente dos eventos gratuitamente e sejam vistos nas filas e mais filas de placas de LED. O áudio da arena também é mixado com o dos fãs virtuais para que os gritos dos fãs possam ser ouvidos. Após o término do contrato com o Amway Center, a WWE transferiu o ThunderDome para o Tropicana Field em St. Petersburg, Flórida, que começou com o episódio de 11 de dezembro do SmackDown.

### Rivalidades
O show foi composto por sete lutas, incluindo uma no pré-show, que resultaram de enredos roteirizados, onde os lutadores retrataram heróis, vilões ou personagens menos distinguíveis em eventos roteirizados que criaram tensão e culminaram em uma luta ou série de lutas. Os resultados foram pré-determinados pelos escritores da WWE nas marcas Raw e SmackDown, enquanto as histórias foram produzidas nos programas semanais de televisão da WWE, Monday Night Raw e Friday Night SmackDown.
Depois que Sheamus foi transferido para o Raw no WWE Draft de 2020, ele restabeleceu sua antiga amizade com o Campeão da WWE Drew McIntyre. No entanto, no episódio do Raw de 1 de fevereiro de 2021, Sheamus se voltou contra McIntyre, declarando que ele não era seu amigo e que ele queria o WWE Championship. Mais tarde, McIntyre aceitou o desafio de Sheamus para uma luta um-a-um. Na semana seguinte, no entanto, os oficiais da WWE Adam Pearce e Shane McMahon anunciaram que McIntyre iria defender o WWE Championship contra cinco ex-Campeões da WWE em uma luta Elimination Chamber no Elimination Chamber, que incluía Sheamus, Jeff Hardy, AJ Styles, Randy Orton e o Mr. Money in the Bank The Miz. Após um confronto acalorado com McIntyre durante um segmento do "Miz TV" na semana seguinte, Miz retirou-se da luta Elimination Chamber do Raw. Nos bastidores, Kofi Kingston do The New Day confrontou Pearce sobre o lugar vago devido a ser um ex-Campeão da WWE. Miz também confrontou Pearce, querendo dar seu lugar vago ao seu parceiro de dupla John Morrison, que apesar de não ser um ex-Campeão da WWE, Miz lembrou a Pearce e Kingston que Morrison era um ex-Campeão Mundial da ECW. Pearce então agendou uma luta entre Kingston e Miz onde se Miz ganhasse, Morrison tomaria seu lugar, mas se Kingston ganhasse, ele estaria na luta. Kingston venceu a luta. Mais tarde naquela noite, uma luta gauntlet foi realizada entre os seis participantes da luta Elimination Chamber para determinar quem entraria por último na luta. Sheamus venceu eliminando McIntyre por último.
Em dezembro de 2020, Riddle começou uma rivalidade com o Campeão dos Estados Unidos Bobby Lashley. No Raw de 4 de janeiro, Riddle derrotou Lashley em uma luta não válida pelo título para ganhar uma luta pelo título na semana seguinte, no entanto, Riddle perdeu para Lashley. No episódio de 25 de janeiro, Riddle ganhou outra oportunidade de título contra Lashley ao derrotar os companheiros de equipe de Lashley do Hurt Business em uma luta gauntlet. Riddle recebeu sua luta pelo título na semana seguinte no Raw, onde Riddle derrotaria Lashley por desqualificação, no entanto não venceu o título. Na semana seguinte, Riddle confrontou Keith Lee, onde afirmou que precisava vencer o United States Championship. Lee, no entanto, discordou da perda de Riddle em suas lutas pelo título e, em seguida, afirmou que era hora de outra pessoa enfrentar Lashley. Lee então afirmou que derrotaria Lashley e também poderia derrotar Riddle. Mais tarde naquela noite, Lee derrotou Riddle. Após a luta, Lashley atacou Lee e Riddle. Lashley foi posteriormente escalado para defender o United States Championship contra Lee e Riddle no Elimination Chamber. No dia do evento, no entanto, Lee foi retirado da luta devido a uma lesão relatada. Uma luta Fatal Four-Way foi agendada para o pré-show entre Ricochet, Elias, John Morrison e Mustafa Ali para preencher a vaga de Lee na luta triple threat pelo título. 
No episódio de 12 de fevereiro do SmackDown, o oficial da WWE Adam Pearce escalou o Campeão Universal Roman Reigns para defender seu título em uma luta Elimination Chamber no Elimination Chamber. Porém, o conselheiro especial do Reigns, Paul Heyman, destacou que o contrato do Reigns apenas estabelecia que Reigns teria que defender o título no evento, mas não necessariamente dentro da estrutura homônima. Para desgosto de Pearce, foi decidido que o vencedor da luta Elimination Chamber no evento teria uma luta pelo título contra Reigns na mesma noite. Pearce nomeou o primo de Reigns, Jey Uso, e Kevin Owens, que Reigns derrotou no Royal Rumble em uma luta Last Man Standing, como os dois primeiros participantes da luta, com as outras quatro vagas determinadas por lutas de qualificação nesse mesmo episódio. King Corbin e Sami Zayn se qualificaram derrotando Rey Mysterio e Dominik Mysterio em uma luta de duplas e, mais tarde, Cesaro e Daniel Bryan derrotaram os Campeões de Duplas do SmackDown Dolph Ziggler e Robert Roode, em uma luta de duplas para garantirem as duas últimas vagas.

### Luta cancelada
No início de janeiro, Lacey Evans se aliou a Ric Flair em uma tentativa de insultar a filha de Ric, Charlotte Flair. Isso continuaria por várias semanas, incluindo Evans e Ric interrompendo as lutas de Charlotte, o que incluiu fazer com que Charlotte e a Campeã Feminina do Raw Asuka perdessem o WWE Women's Tag Team Championship no pré-show do Royal Rumble. No episódio de 8 de fevereiro do Raw, Evans afirmou que ela respeitou Ric e seu legado, ao contrário de sua filha. Charlotte apareceu e criticou Evans por usar seu pai para seguir em frente. Evans então declarou que estava de olho no Raw Women's Championship e desafiou Charlotte para uma luta, com a condição de que se Evans ganhasse, ela teria uma chance pelo título. Evans posteriormente derrotou Charlotte por desqualificação para ganhar uma luta pelo Raw Women's Championship contra Asuka no Elimination Chamber. Embora a WWE não tenha anunciado oficialmente o cancelamento da luta de Evans contra Asuka no Elimination Chamber, Dave Meltzer do Wrestling Observer Newsletter confirmou que a luta não ocorreria.

## Evento
| Função:                   | Nome:                     |
| ------------------------- | ------------------------- |
| Comentaristas em inglês   | Michael Cole (SmackDown)  |
| Comentaristas em inglês   | Corey Graves (SmackDown)  |
| Comentaristas em inglês   | Tom Phillips (Raw)        |
| Comentaristas em inglês   | Samoa Joe (Raw)           |
| Comentaristas em inglês   | Byron Saxton (Raw)        |
| Comentaristas em espanhol | Carlos Cabrera            |
| Comentaristas em espanhol | Marcelo Rodriguez         |
| Anunciadores de ringue    | Greg Hamilton (SmackDown) |
| Anunciadores de ringue    | Mike Rome (Raw)           |
| Árbitros                  | Danilo Anfibio            |
| Árbitros                  | Jason Ayers               |
| Árbitros                  | Shawn Bennett             |
| Árbitros                  | Jessika Carr              |
| Árbitros                  | John Cone                 |
| Árbitros                  | Dan Engler                |
| Árbitros                  | Darrick Moore             |
| Árbitros                  | Eddie Orengo              |
| Árbitros                  | Chad Patton               |
| Árbitros                  | Ryan Tran                 |
| Árbitros                  | Rod Zapata                |
| Entrevistadora            | Kayla Braxton             |
| Painel do pré-show        | Charly Caruso             |
| Painel do pré-show        | Booker T                  |
| Painel do pré-show        | John "Bradshaw" Layfield  |
| Painel do pré-show        | Peter Rosenberg           |

### Pré-show
Durante o pré-show do Elimination Chamber, Ricochet, Elias, John Morrison e Mustafa Ali (acompanhados por seus companheiros do Retribution Mace, T-Bar e Slapjack) competiram em uma luta fatal four-way pela vaga na luta pelo United States Championship no card principal. Depois de uma luta igualmente disputada entre os quatro competidores, Morrison aplicou um roll-up pin em Ali, que estava distraído por seus companheiros atacando Ricochet, para vencer a luta e avançar para a luta triple threat pelo United States Championship.
Também durante o pré-show, foi anunciado que devido à gravidez legítima de Lacey Evans, Asuka iria defender seu Raw Women's Championship contra uma oponente diferente no card principal. No entanto, a luta pelo Raw Women's Championship nunca ocorreu.

### Lutas preliminares
O pay-per-view começou com a luta Elimination Chamber do SmackDown entre Cesaro, Daniel Bryan, Jey Uso, Kevin Owens, King Corbin e Sami Zayn por uma luta imediata pelo Universal Championship contra Roman Reigns. Bryan e Cesaro começaram a luta. Corbin foi o terceiro participante, seguido por Zayn. Corbin foi eliminado por Cesaro após se submeter ao Sharpshooter. Owens entrou em quinto e Jey em último. Owens eliminou Zayn após um Stunner. Jey prendeu o braço de Owens na porta principal da câmara e realizou vários Superkicks antes de eliminar Owens com um Superfly Splash. Depois de uma batalha entre Bryan e Cesaro, Jey eliminou Cesaro após um Superfly Splash. No final, Bryan rebateu Jey e executou um Running Knee em Jey para vencer a luta.
Após a luta, a estrutura da Câmara se ergueu acima do ringue e Roman Reigns (acompanhado por Paul Heyman) fez sua entrada para sua defesa imediata do Universal Championship contra Daniel Bryan. Bryan aplicou o Yes Lock em Reigns, que escapou realizando vários golpes de antebraço. Reigns aplicou uma guilhotina em Bryan, que desmaiou, mantendo o título por finalização técnica. Após a luta, o vencedor da luta masculina do Royal Rumble Edge correu para o ringue e executou um Spear em Reigns. Ele então apontou para o sinal da WrestleMania, significando que ele havia escolhido desafiar Reigns pelo Universal Championship na WrestleMania 37, que foi confirmado posteriormente.
Em seguida, Bobby Lashley (acompanhado por MVP) defendeu o United States Championship contra Riddle e John Morrison. No final, Riddle atacou Lashley com a muleta de MVP. Enquanto Lashley estava fora do ringue, Riddle executou o Bro-Derek em Morrison para vencer o título.
Na penúltima luta, Nia Jax e Shayna Baszler defenderam o WWE Women's Tag Team Championship contra a vencedora do Royal Rumble feminino Bianca Belair e a Campeã Feminina do SmackDown Sasha Banks. No final, Reginald veio ao ringue e entregou uma garrafa de champanhe a Banks. Jax então executou um Samoan Drop em Banks para reter o título para ela e Baszler.

### Evento principal
No evento principal, Drew McIntyre defendeu o WWE Championship contra Jeff Hardy, Kofi Kingston, AJ Styles (acompanhado de seu guarda-costas Omos), Randy Orton e Sheamus na luta Elimination Chamber do Raw. Hardy e Orton começaram a luta. McIntyre entrou em terceiro, seguido por Kingston. Kingston eliminou Orton com um roll-up, após o qual, um Orton enfurecido aplicou um RKO em Kingston e Hardy antes de partir. Omos abriu o casulo de Styles pelo lado de fora, permitindo que ele entrasse mais cedo pela porta principal da Câmara. O oficial da WWE Adam Pearce apareceu e expulsou Omos. Sheamus foi o último a entrar na luta. Sheamus então eliminou Kingston com um Brogue Kick. Depois que Hardy executou um Swanton Bomb em Styles, McIntyre eliminou Hardy com um Claymore Kick. Styles eliminou Sheamus após um Phenomenal Forearm. No final, enquanto Styles tentava um Phenomenal Forearm em McIntyre, McIntyre pegou Styles no ar com um Claymore Kick para reter o título.
Após a luta, como a estrutura da Câmara foi levantada acima do ringue, um frustrado Bobby Lashley apareceu e executou um Spear em McIntyre, o atacou violentamente ao lado do ringue e aplicou um Hurt Lock em McIntyre. The Miz então correu para o ringue e usou o seu contrato do Money in the Bank, enquanto Lashley saía do ringue. Depois de uma contagem de dois, Miz aplicou um Skull Crushing Finale em McIntyre para vencer o WWE Championship pela segunda vez, vencendo pela última vez em 2010, que também foi através de um cash-in do Money in the Bank. Isso também fez de Miz o primeiro da história a vencer o Grand Slam da WWE por duas vezes.

## Depois do evento

### Raw
Na noite seguinte no Raw, o novo Campeão da WWE The Miz comemorou sua vitória com seu parceiro de duplas, John Morrison. Miz se gabou de sua vitória até ser interrompido por Bobby Lashley e MVP. Lashley afirmou que Miz só ganhou o título por causa dele e então afirmou que ele deve a Lashley, que deu a Miz uma hora para tomar uma decisão. Mais tarde no show, Lashley saiu para sua suposta luta pelo título com Miz, no entanto, foi intorrompido por Braun Strowman. Strowman questionou sobre não fazer parte da luta Elimination Chamber do Raw; O oficial da WWE, Adam Pearce, esclareceu que a luta na Câmara era apenas para ex-campeões da WWE, o que Strowman não era. Um irritado Strowman então disse que enfrentaria Lashley. Shane McMahon então apareceu. Ele gostou da ideia de Strowman de ele enfrentar Lashley e disse que Lashley receberia sua luta pelo título na próxima semana contra Miz e também programou uma luta entre Strowman e Lashley, com a estipulação de que se Strowman vencesse, ele seria adicionado à luta pelo título. Lashley derrotou Strowman no evento principal, portanto, a luta pelo título de Lashley permaneceu uma luta individual.
Também no Raw seguinte, o novo Campeão dos Estados Unidos Riddle enfrentou John Morrison, que Riddle havia imobilizado para vencer o título, em uma luta sem o título. Riddle posteriormente derrotou Morrison novamente.
Seguindo a rivalidade de Lacey Evans e Charlotte Flair, Charlotte disse a seu pai Ric Flair que ela não pode se concentrar em suas lutas, pois ela e Asuka perderam uma luta de duplas sem título contra as campeãs Nia Jax e Shayna Baszler no início daquela noite, também aparentemente causando a separação de sua equipe com Asuka. Ric disse que não era o pai do bebê de Lacey Evans e que estava apenas tentando ajudar a motivar Evans, assim como havia motivado Charlotte a se tornar uma das maiores de todos os tempos. Charlotte disse que Ric ainda estava tentando ser o "Nature Boy" e disse a ele que estava grata pelas oportunidades que ele lhe deu, mas que ele precisava ir embora e deixá-la ser ela mesma.

### SmackDown
No SmackDown seguinte , o Campeão Universal Roman Reigns, acompanhado por Paul Heyman e Jey Uso, afirmou que Edge arruinou sua vitória sobre Daniel Bryan. Ele deu a Edge a oportunidade de desistir da escolha de desafiá-lo na WrestleMania 37. Reigns afirmou que ele não queria machucá-lo, pois Edge tem uma família. Bryan então apareceu e zombou de Reigns por defender seu título contra ele logo após ter vencido a luta Elimination Chamber do SmackDown. Bryan então questionou Reigns sobre por que ele defendeu o título na segunda luta do evento em vez de no evento principal. Bryan então desafiou Reigns para outra luta pelo título no Fastlane. Jey interveio e afirmou que Bryan teria que ganhar outra oportunidade como todos os outros e então desafiou Bryan para uma luta. Mais tarde, Edge confrontou o oficial da WWE Adam Pearce nos bastidores, questionando que Bryan receberia uma chance pelo título antes dele, já que Edge venceu o Royal Rumble, no qual Bryan também competiu. Pearce decidiu que Bryan só conseguiria uma luta pelo Universal Championship no Fastlane se ele derrotasse Jey em sua luta naquela noite. Edge depois confrontou Bryan nos bastidores, onde Bryan afirmou que acreditava que tinha uma chance melhor de derrotar Reigns do que Edge, no entanto, Edge lembrou Bryan que se Bryan derrotasse Reigns pelo Universal Championship, Bryan enfrentaria Edge na WrestleMania 37. No evento principal, no entanto, a luta entre Bryan e Jey terminou em dupla count-out. Uma revanche entre Bryan e Jey em uma luta steel cage foi agendada para a semana seguinte com a mesma estipulação em que se Bryan vencer, ele ganhará a chance pelo título no Fastlane, mas se Jey vencer, Bryan terá que reconhecer Reigns como o "Tribal Chief "e" Head of the Table".
Também no SmackDown, a vencedora do Royal Rumble feminino, Bianca Belair, anunciou oficialmente que desafiaria Sasha Banks pelo SmackDown Women's Championship na WrestleMania 37.

## Resultados
| Nº                                          | Resultados                                                                                        | Estipulações | Tempo |
| ------------------------------------------- | ------------------------------------------------------------------------------------------------- | --- | ----- |
| Pré- show                                   | John Morrison derrotou Mustafa Ali (com T-Bar, Mace, e Slapjack), Ricochet e Elias                | Luta Fatal Four-Way O vencedor seria adicionado a luta pelo WWE United States Championship mais tarde naquela noite. | 7:10  |
| 1                                           | Daniel Bryan derrotou Jey Uso, Kevin Owens, King Corbin, Sami Zayn e Cesaro                       | Luta Elimination Chamber por uma luta pelo WWE Universal Championship na mesma noite                                 | 34:20 |
| 2                                           | Roman Reigns (c) (com Paul Heyman) derrotou Daniel Bryan por nocaute técnico                      | Luta individual pelo WWE Universal Championship                                                                      | 1:35  |
| 3                                           | Riddle derrotou Bobby Lashley (c) (com MVP) e John Morrison                                       | Luta Triple Threat pelo WWE United States Championship                                                               | 8:40  |
| 4                                           | Nia Jax e Shayna Baszler (c) derrotaram Sasha Banks e Bianca Belair                               | Luta de duplas pelo WWE Women's Tag Team Championship                                                                | 9:35  |
| 5                                           | Drew McIntyre (c) derrotou AJ Styles (com Omos), Jeff Hardy, Randy Orton, Sheamus e Kofi Kingston | Luta Elimination Chamber pelo WWE Championship                                                                       | 31:10 |
| 6                                           | The Miz derrotou Drew McIntyre (c)                                                                | Luta individual pelo WWE Championship The Miz fez o cash-in de seu contrato do Money in the Bank.                    | 00:30 |
| (c) – Refere-se aos campeões antes da luta. |                                                                                                   | |       |

### Luta Elimination Chamber do SmackDown
| Ordem de eliminação | Lutador      | Ordem de entrada | Eliminado por | Método    | Tempo |
| ------------------- | ------------ | ---------------- | ------------- | --------- | ----- |
| 1                   | King Corbin  | 3                | Cesaro        | Submissão | 17:45 |
| 2                   | Sami Zayn    | 4                | Kevin Owens   | Pinfall   | 25:30 |
| 3                   | Kevin Owens  | 5                | Jey Uso       | Pinfall   | 26:50 |
| 4                   | Cesaro       | 1                | Jey Uso       | Pinfall   | 32:50 |
| 5                   | Jey Uso      | 6                | Daniel Bryan  | Pinfall   | 34:20 |
| Vencedor            | Daniel Bryan | 2                |               |           |       |

### Luta Elimination Chamber pelo WWE Championship
| Ordem de eliminação | Lutador       | Ordem de entrada | Eliminado por | Método  | Tempo |
| ------------------- | ------------- | ---------------- | ------------- | ------- | ----- |
| 1                   | Randy Orton   | 2                | Kofi Kingston | Pinfall | 8:55  |
| 2                   | Kofi Kingston | 4                | Sheamus       | Pinfall | 23:35 |
| 3                   | Jeff Hardy    | 1                | Drew McIntyre | Pinfall | 25:15 |
| 4                   | Sheamus       | 6                | AJ Styles     | Pinfall | 30:15 |
| 5                   | AJ Styles     | 5                | Drew McIntyre | Pinfall | 31:10 |
| Vencedor            | Drew McIntyre | 3                |               |         |       |